# Legio V Macedonica
Legio quinta Macedonica ("Quinta Legião Macedônica") foi uma legião romana criada provavelmente pelo cônsul Caio Víbio Pansa Cetroniano e por Otaviano em 43 e sediada na Mésia Inferior pelo menos até o século V. Seu símbolo era o touro, mas a águia também era utilizada. O cognome Macedonica vem do fato que ela esteve sediada na província romana da Macedônia por uma boa parte de sua existência.

## História

### Século I a.C.: Criação e serviço na Macedônia
A Legio V era uma das vinte e oito legiões originais criadas por Otaviano. Há duas legiões chamadas de "Quinta" nos registros: a V Gallica (esta pode ser ainda a V Alaudae) e a V Urbana e é possível que ambas sejam a V Macedonica com outros nomes. Ela provavelmente participou da Batalha de Ácio (31 a.C.) e, posteriormente, se mudou para a Macedônia, onde ficou até 6 e recebeu seu novo cognome. Finalmente, ela se mudou para Esco, na Mésia.

### Século I: A Grande Revolta Judaica

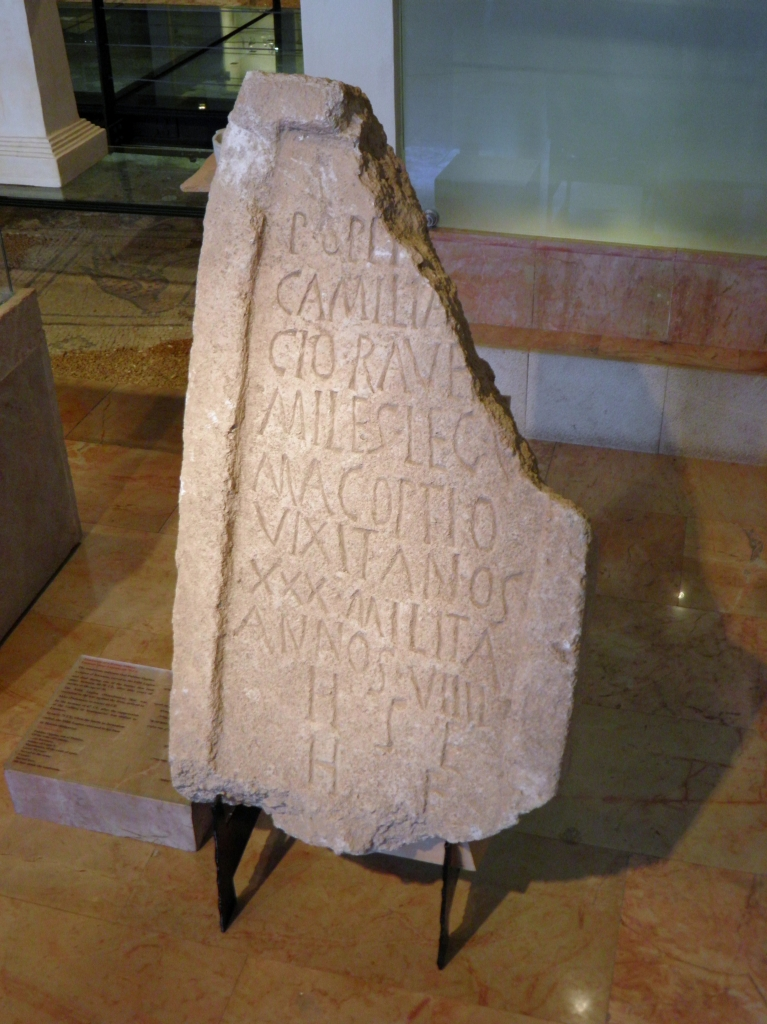
Lápide de soldado da Legio V Macedonica em Emaús.

Em 62, algumas vexillationes da Quinta lutaram sob o comando de Lúcio Cesênio Peto na Armênia contra o Império Parta. Após a derrota na Batalha de Randeia, a V Macedonica, juntamente com a III Gallica, a VI Ferrata e a X Fretensis, sob o comando de Cneu Domício Córbulo, foi enviadas para o oriente numa bem-sucedida campanha contra os partas.
A Quinta provavelmente ainda estava no oriente quando a primeira guerra judaico-romana estourou na província da Judeia em 66. Nero entregou a V Macedonica, a X Fretensis e a XV Apollinaris a Vespasiano para que ele sufocasse a revolta. Em 67, na Galileia, a cidade de Séforis se rendeu pacificamente ao exército romano e, posteriormente, a Quinta conquistou o Monte Gerizim, o principal santuário dos samaritanos. No "ano dos quatro imperadores" (68), a legião ficou inativa em Emaús, onde estão até hoje diversas lápides de soldados da Quinta. Após a proclamação de Vespasiano como imperador romano e o final da guerra na Judeia pelas mãos de seu filho Tito, a V Macedonica deixou a região e retornou para Esco (71). Em 96, o futuro imperador Adriano serviu na Quinta como tribuno militar.

### Século II: Na Dácia, protegendo a fronteira do Danúbio
Em 101, a Legio V se mudou para a Dácia para lutar nas Guerras Dácias do imperador Trajano contra o rei Decébalo. O legado da V Macedônica era o futuro imperador Adriano. Após o final da guerra, em 106, ela permaneceu em Tresmis (atual Iglita), perto do delta do Danúbio, até 107. Um centurião da Quinta, Calvêncio Viator, se tornou muito proeminente sob Adriano e eventualmente foi promovido a comandante da guarda montada do imperador, os cavaleiros pessoais do imperador.
Quando o imperador Lúcio Vero começou a sua campanha contra os partas (161–166), a legião se mudou novamente para o oriente, mas retornou em seguida para a Dácia Porolissense, sediada em Potaissa (atual Turda).
A fronteira norte era uma das mais perigosas do Império; quando Marco Aurélio teve que lutar contra os marcomanos, os sármatas e os quados, a V Macedonica foi novamente convocada. No início do reinado de Cômodo, a Quinta e a XIII Gemina, comandandas pelos usurpadores Pescênio Níger e Clódio Albino, derrotaram novamente os sármatas. Na sequência, a Quinta apoiou Sétimo Severo em sua luta pelo trono.
Em 185 ou 187, a V Macedonica recebeu o título de Pia Constans ("Fiel e Confiável") ou Pia Fidelis ("Fiel e Leal") após derrotar um exército mercenário na Dácia.

### Últimos anos: honras e evolução
Em Potaissa grande parte do século III, a V Macedonica entrou em combate várias vezes e recebeu muitas honras. Valeriano deu à Quinta o nome de III Pia III Fidelis; seu filho, Galiano, de VII Pia VII Fidelis, com os títulos de IV, V e VI provavelmente recebidos quando a legião foi utilizada como uma unidade de cavalaria contra os usurpadores Ingênuo e Regaliano (260, na Mésia). Um vexillatio lutou contra Vitorino (269-271, na Gália).
A Legio V retornou para Esco em 274 após Aureliano ordenar a retirada da Dácia. Ela guardou a província nos séculos seguintes, se tornando uma unidade comitatense sob o mestre dos soldados do Oriente (magister militum per Orientem) e provavelmente foi incorporada ao exército bizantino.
A unidade de cavalaria criada por Galiano foi definitivamente separada por Diocleciano e se tornou parte de seu comitato. Esta unidade foi enviada para a Mesopotâmia, onde lutou com sucesso contra o Império Sassânida em 296, e para Mênfis, onde permaneceu até ser incorporada pelo exército bizantino.